# Saison 3 de Drag Race Italia
La troisième saison de Drag Race Italia est diffusée pour la première fois le 13 octobre 2023 sur Paramount+ et MTV en Italie et sur WOW Presents Plus à l'international,.
Le 22 mars 2023, l'émission est renouvelée pour sa troisième saison. Les juges principaux sont Priscilla, Chiara Francini, Paola Iezzi et Paolo Camilli. Le casting est composé de treize candidates et est annoncé le 18 septembre 2023 sur les réseaux sociaux.
La gagnante de la saison remporte le titre de Italia's Next Drag Superstar, 20 000 euros, un an d'approvisionnement de maquillage chez Anastasia Beverly Hills et une couronne et un sceptre de Aster LAB.
La gagnante de la saison est Lina Galore, avec comme seconde Melissa Bianchini.

## Candidates
Les candidates de la troisième saison de Drag Race Italia sont :
(Les noms et les âges donnés sont ceux annoncés au moment de la compétition.)
| Candidate              | Âge | Résidence               | Classement        |
| ---------------------- | --- | ----------------------- | ----------------- |
| Lina Galore            | 34  | Milan, Lombardie        | Gagnante          |
| Melissa Bianchini      | 36  | Rome, Latium            | Seconde           |
| La Sheeva              | 37  | Tropea, Calabre         | 3e place 4e place |
| Silvana Della Magliana | 44  | Latina, Latium          | 3e place 4e place |
| Sypario                | 29  | Caserte, Campanie       | 5e place          |
| Leila Yarn             | 24  | Palerme, Sicile         | 6e place          |
| La Prada               | 25  | Milan, Lombardie        | 7e place          |
| Sissy Lea              | 44  | Londres, Royaume-Uni    | 8e place          |
| Morgana Cosmica        | 38  | Bologne, Émilie-Romagne | 9e place          |
| Lightning Aurora       | 24  | Cagliari, Sardaigne     | 10e place         |
| Vezirja                | 32  | Tirana, Albanie         | 11e place         |
| Amy Krania             | 31  | Brescia, Lombardie      | 12e place         |
| Adriana Picasso        | 29  | Padoue, Vénétie         | 13e place         |

## Progression des candidates
|            |                        | Épisode | Épisode | Épisode | Épisode | Épisode | Épisode | Épisode | Épisode | Épisode | Épisode | Épisode | Épisode  | Épisode  |
| 1          | 2                      | 3       | 4       | 5       | 6       | 7       | 8       | 9       | 10      | 11      | 12      | 12      |          |          |
| ---------- | ---------------------- | ------- | ------- | ------- | ------- | ------- | ------- | ------- | ------- | ------- | ------- | ------- | -------- | -------- |
| Candidates | Lina Galore            | SAFE    | SAFE    | SAFE    | HIGH    | WIN     | HIGH    | BTM2    | WIN     | BTM2    | WIN     | INVITÉE | GAGNANTE | GAGNANTE |
| Candidates | Melissa Bianchini      | WIN     | HIGH    | HIGH    | HIGH    | SAFE    | SAFE    | WIN     | HIGH    | HIGH    | HIGH    | INVITÉE | SECONDE  | SECONDE  |
| Candidates | La Sheeva              | SAFE    | HIGH    | SAFE    | WIN     | BTM2    | LOW     | SAFE    | BTM2    | WIN     | BTM2    | INVITÉE | ÉLIMINÉE | ÉLIMINÉE |
| Candidates | Silvana Della Magliana | HIGH    | WIN     | HIGH    | SAFE    | HIGH    | WIN     | LOW     | HIGH    | SAFE    | BTM2    | INVITÉE | ÉLIMINÉE | MISS S.  |
| Candidates | Sypario                | SAFE    | SAFE    | WIN     | LOW     | SAFE    | BTM2    | HIGH    | LOW     | ELIM    |         | INVITÉE | INVITÉE  | INVITÉE  |
| Candidates | Leila Yarn             | HIGH    | BTM2    | SAFE    | SAFE    | HIGH    | SAFE    | SAFE    | ELIM    |         |         | INVITÉE | INVITÉE  | INVITÉE  |
| Candidates | La Prada               | BTM2    | SAFE    | SAFE    | SAFE    | LOW     | SAFE    | ELIM    |         |         |         | INVITÉE | INVITÉE  | INVITÉE  |
| Candidates | Sissy Lea              | LOW     | LOW     | BTM2    | SAFE    | SAFE    | ELIM    |         |         |         |         | INVITÉE | INVITÉE  | INVITÉE  |
| Candidates | Morgana Cosmica        | SAFE    | HIGH    | LOW     | BTM2    | ELIM    |         |         |         |         |         | INVITÉE | INVITÉE  | INVITÉE  |
| Candidates | Lightning Aurora       | SAFE    | HIGH    | SAFE    | ELIM    |         |         |         |         |         |         | INVITÉE | INVITÉE  | INVITÉE  |
| Candidates | Vezirja                | SAFE    | HIGH    | ELIM    |         |         |         |         |         |         |         | INVITÉE | INVITÉE  | INVITÉE  |
| Candidates | Amy Krania             | SAFE    | ELIM    |         |         |         |         |         |         |         |         | INVITÉE | INVITÉE  | INVITÉE  |
| Candidates | Adriana Picasso        | ELIM    |         |         |         |         |         |         |         |         |         | INVITÉE | INVITÉE  | INVITÉE  |

 La candidate a remporté Drag Race Italia.
 La candidate a fini seconde.
 La candidate a été éliminée lors de la finale.
 La candidate a été élue Miss Drag Simpatia.
 La candidate a gagné le défi.
 La candidate a reçu des critiques positives des juges et a été déclarée sauve.
 La candidate a fait partie de l'équipe gagnante et a été déclarée sauve.
 La candidate a été déclarée sauve.
 La candidate a reçu des critiques des juges mais a été déclarée sauve.
 La candidate a reçu des critiques négatives des juges mais a été déclarée sauve.
 La candidate a été en danger d'élimination.
 La candidate a été éliminée.

## Lip-syncs
| Épisode | Candidate        | vs. | Candidate              | Chanson                 | Artiste                          | Candidate éliminée |
| ------- | ---------------- | --- | ---------------------- | ----------------------- | -------------------------------- | ------------------ |
| 1       | Adriana Picasso  | vs. | La Prada               | Pazzeska                | Myss Keta ft. Gué                | Adriana Picasso    |
| 2       | Amy Krania       | vs. | Leila Yarn             | 2 Be Loved (Am I Ready) | Lizzo                            | Amy Krania         |
| 3       | Sissy Lea        | vs. | Vezirja                | Mare caos               | Paola e Chiara                   | Vezirja            |
| 4       | Lightning Aurora | vs. | Morgana Cosmica        | Tribale                 | Elodie                           | Lightning Aurora   |
| 5       | Morgana Cosmica  | vs. | La Sheeva              | Born This Way           | Lady Gaga                        | Morgana Cosmica    |
| 6       | Sissy Lea        | vs. | Sypario                | Vamos a bailar          | Paola e Chiara ft. Tiziano Ferro | Sissy Lea          |
| 7       | Lina Galore      | vs. | La Prada               | Up & Down               | Billy More                       | La Prada           |
| 8       | Leila Yarn       | vs. | La Sheeva              | Believe                 | Cher                             | Leila Yarn         |
| 9       | Lina Galore      | vs. | Sypario                | Mon Amour               | Annalisa                         | Sypario            |
| 10      | La Sheeva        | vs. | Silvana Della Magliana | Siamo donne             | Sabrina Salerno & Jo Squillo     | Aucune             |
| Épisode | Candidate        | vs. | Candidate              | Chanson                 | Artiste                          | Gagnante           |
| 12      | Lina Galore      | vs. | Melissa Bianchini      | Furore                  | Paola e Chiara                   | Lina Galore        |

 La candidate a été éliminée après sa première fois en danger d'élimination.
 La candidate a été éliminée après sa deuxième fois en danger d'élimination.
 La candidate a remporté le lip-sync et la saison.

## Juges invités
Cités par ordre chronologique :
- Myss Keta, chanteuse et rappeuse italienne ;
- Alessandra Mastronardi, actrice italienne ;
- Chiara Iezzi, chanteuse et actrice italienne ;
- Ciro Immobile, footballeur italien ;
- Jessica Melena, personnalité télévisée italienne ;
- Rosa Chemical, rappeur et chanteur italien ;
- Tiziano Ferro, chanteur et producteur de disques italien ;
- Andreas Müller, danseur italien ;
- Veronica Peparini, chorégraphe et danseuse italienne ;
- Anna Dello Russo, journaliste de mode italienne ;
- Filippo Timi, acteur, metteur en scène et écrivain italien ;
- Jo Squillo, auteure-compositrice-interprète et présentatrice de télévision italienne ;
- Sabrina Salerno, auteure-compositrice-interprète et actrice italienne ;
- Melissa Satta, showgirl et présentatrice de télévision italienne.

### Invités spéciaux
Certains invités apparaissent dans les épisodes, mais ne font pas partie du panel de jurés.
Épisode 1
- Annalisa, chanteuse italienne.

Épisode 3
- Mommo Sacchetta, chorégraphe italien.

Épisode 5
- Gian Gorgeous Gucci, danseur italien ;
- Michelle Visage, chanteuse et présentatrice de télévision américaine.

Épisode 7
- Mommo Sacchetta, chorégraphe italien.

Épisode 9
- Edoardo Zaggia, présentateur de télévision et personnalité des médias italien ;
- Francesco "Mehths" Cicconetti, écrivain, personnalité des médias et activiste italien ;
- Lorenzo Balducci, acteur et personnalité de télévision et médias italien ;
- Papà per Scelta (Christian De Florio et Carlo Tumino), personnalités des médias et activistes italiens ;
- Claudia Norvina Soare, femme d'affaires américaine.

Épisode 12
- Mommo Sacchetta, chorégraphe italien ;
- La Diamond, gagnante de la deuxième saison de Drag Race Italia.

## Épisodes
| ÉQUIPE    | QUEENS IN LOVE   | QUEENS IN LOVE     | QUEENS IN LOVE         | QUEENS IN LOVE | QUEENS IN LOVE         | QUEENS IN LOVE | DRAG COL VIZIETTO | DRAG COL VIZIETTO    | DRAG COL VIZIETTO | DRAG COL VIZIETTO | DRAG COL VIZIETTO | DRAG COL VIZIETTO |
| --------- | ---------------- | ------------------ | ---------------------- | -------------- | ---------------------- | -------------- | ----------------- | -------------------- | ----------------- | ----------------- | ----------------- | ----------------- |
| CANDIDATE | Lightning Aurora | Melissa Bianchini  | Morgana Cosmica        | La Sheeva      | Silvana Della Magliana | Vezirja        | Amy Krania        | Leila Yarn           | Lina Galore       | La Prada          | Sissy Lea         | Sypario           |
| FILM      | La Petite Sirène | Le Monde de Narnia | Retour vers le futur 2 | Ça             | Burlesque              | La dolce vita  | Kill Bill         | The Greatest Showman | Psychose          | Greenwich Village | Le Parrain        | Hairspray         |

| THÈME     | LA SILHOUETTE     | LA SILHOUETTE | LA SILHOUETTE | LE MAQUILLAGE | LE MAQUILLAGE | LE MAQUILLAGE          | LES PERRUQUES   | LES PERRUQUES | LES PERRUQUES |
| --------- | ----------------- | ------------- | ------------- | ------------- | ------------- | ---------------------- | --------------- | ------------- | ------------- |
| CANDIDATE | Melissa Bianchini | Sissy Lea     | Sypario       | Leila Yarn    | Lina Galore   | Silvana Della Magliana | Morgana Cosmica | La Prada      | La Sheeva     |

| CANDIDATE  | Leila Yarn | Lina Galore | Melissa Bianchini | La Prada            | La Sheeva    | Silvana Della Magliana | Sissy Lea         | Sypario  |
| PERSONNAGE | La Statue  | Amanda Lear | Giacomo Urtis     | Follettina Creation | Wanna Marchi | Sabrina Ferilli        | Patrizia Reggiani | La Chose |

| CANDIDATE     | Leila Yarn | Lina Galore | Melissa Bianchini | La Prada        | La Sheeva | Silvana Della Magliana | Sypario |
| GENRE MUSICAL | Sirtaki    | Salsa       | Hip-hop           | Valse viennoise | Swing     | Bachata                | Tango   |

| CANDIDATE                              | Lina Galore       | Melissa Bianchini   | La Sheeva          | Silvana Della Magliana |
| INSPIRATION DU DÉFILÉ                  | Claudia Koll 1995 | Loredana Bertè 1986 | Orietta Berti 2021 | Paola e Chiara 2023    |
| NOMBRE DE VICTOIRES                    | 3                 | 2                   | 2                  | 2                      |
| ÉPISODE(S)                             | Épisodes 6, 8, 10 | Épisodes 1, 7       | Épisodes 4, 9      | Épisodes 2, 6          |
| NOMBRE DE FOIS EN DANGER D'ÉLIMINATION | 2                 | 0                   | 3                  | 1                      |
| ÉPISODE(S)                             | Épisodes 7, 9     | —                   | Épisodes 5, 8, 10  | Épisode 10             |